# Arena (film din 1985)
Arena (titlu original: Arena (An Absurd Notion)) este un film de concert din 1985 regizat de Russell Mulcahy, în timpul turneului din 1984 al lui Duran Duran, Sing Blue Silver, în America de Nord, în sprijinul albumului Seven and the Ragged Tiger.

## Lista pieselor

### Arena (An Absurd Notion)
1. The Return of Duran Duran (the story of Dr. Duran and the band)
2. "Is There Something I Should Know?"
3. "Hungry Like the Wolf"
4. "Union of the Snake"
5. "Save a Prayer"
6. "The Wild Boys" (Uncut Version)
7. "Planet Earth"
8. "Careless Memories"
9. "Girls on Film"
10. "The Reflex" (a remix version of the song)
11. "Rio" (with the film credits overlaid)

Durată: 60 de minute 

### The Making of Arena
1. Introduction
2. Concepts and windmills
3. Costumes, choreography and make-up
4. Hanging around with robots
5. Milo and stilts
6. Blowing it all up

Durată: 49 de minute 

### Extras
1. Arena TV ad
2. Arena trailer
3. Arena video mix
4. "Save a Prayer (Live)"
5. Simon Le Bon interview